# 군곡초등학교
군곡초등학교는 대한민국 전라남도 해남군 송지면 군곡리에 있었던 초등학교이다.

## 연혁
- 1940년 6월 6일 군곡공립심상소학교 개교
- 1941년 4월 1일 군곡공립국민학교로 개칭
- 1966년 10월 22일 서정분교장 개교
- 1969년 3월 1일 서정국민학교 분리
- 1996년 3월 1일 군곡초등학교로 개칭
- 2011년 2월 15일 제66회 졸업식(4227명)
- 2011년 3월 1일 송지초등학교로 통폐합